# OpenSearch
OpenSearch — колекція технологій, що дозволяють вивід пошукових результатів у форматі, зручному для вебсиндикації та агрегації. OpenSearch це можливість вебсайтам та пошуковим машинам вивести результати пошуку у стандартизованому та доступному форматі. OpenSearch розроблено у лабораторії A9 від Amazon.com, і перша версія OpenSearch 1.0, оголошена Джефом Безосом на конференції Web 2.0 у березні 2005. Чорнові версії OpenSearch 1.1 випущені протягом вересня та грудня 2005. Специфікація для OpenSearch ліцензована A9 під ліцензією Creative Commons Attribution-ShareAlike 2.5.

## Пошукові системи і програмне забезпечення, яке підтримує OpenSearch
- http://ukrbash.org/ [Архівовано 5 квітня 2008 у Wayback Machine.]
- http://uk.wikipedia.org [Архівовано 16 травня 2008 у Wayback Machine.]
- Internet Explorer 7
- Mozilla Firefox 2+
- Camino (з версії 1.6)
- https://web.archive.org/web/20170517235806/http://firxt.com/

## Зовнішні посилання
- OpenSearch.org [Архівовано 20 серпня 2008 у Wayback Machine.] — офіційний вебсайт, містить специфікації